# Acanthodelta partitana
Acanthodelta partitana là một loài bướm đêm trong họ Noctuidae.